# Happy Pills (Candlebox)
Happy Pills è il terzo album in studio del gruppo rock statunitense Candlebox, pubblicato nel 1998.

## Tracce
1. 10,000 Horses – 5:10
2. Happy Pills – 3:26
3. Blinders – 5:49
4. It's Alright – 5:23
5. A Stone's Throw Away – 5:41
6. So Real – 3:54
7. Offerings – 4:17
8. Sometimes – 5:08
9. Step Back – 4:30
10. Belmore Place – 4:02
11. Breakaway – 4:15
12. Look What You've Done – 4:33

## Formazione
- Kevin Martin - voce
- Peter Klett - chitarra
- Bardi Martin - basso
- Dave Krusen - batteria